# Чубаровский сельский округ
Чуба́ровский се́льский о́круг — упразднённая административно-территориальная единица, существовавшая на территории Сасовского района Рязанской области до 2004 г.
Административный центр — село Чубарово.

## История
Законом Рязанской области от 07.10.2004 № 96-ОЗ на территории четырёх сельских округов — Чубаровского, Каргашинского, Кобяковского и Мокринского — было образовано одно муниципальное образование — Каргашинское сельское поселение. Административный центр Чубарово утратил свои полномочия. Управление было перенесено в село Каргашино.

## Административное устройство
В состав Чубаровского сельского округа входили 4 населённых пункта:
1. с. Чубарово — административный центр
2. д. Ивановка
3. с. Подостровное
4. д. Тонкачёво.